# Eustaquio Méndez

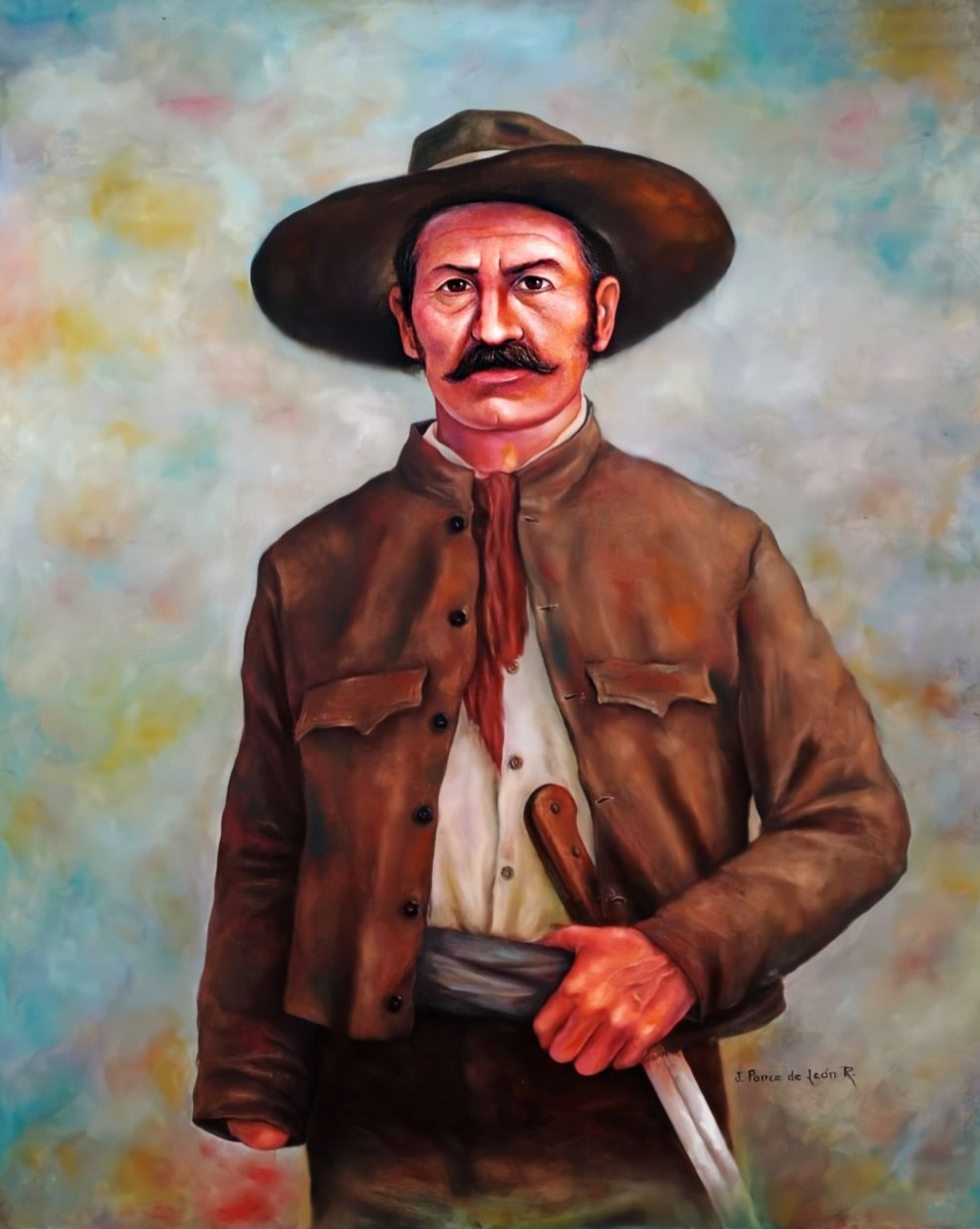
Bildnis von Eustaquio Méndez

Eustaquio Méndez (* 19. September 1784 bei Canasmoro/Tarija; † 4. Mai 1849 in Tarija) war ein Militärführer im Unabhängigkeitskrieg von Bolivien, dem damaligen Alto-Peru. Zu seinen Ehren trägt heute die Provinz Eustaquio Méndez seinen Namen.
Eustaquio Méndez wurde in Churqui Huayco geboren, einem Dorf bei der Ortschaft Canasmoro, das 1784 zur Provinz Salta des Vizekönigreichs Río de la Plata gehörte und heute zum Municipio San Lorenzo im Departamento Tarija in Bolivien.
Méndez war der Sohn von Juan Méndez und Maria Arenas, die beide kreolischer Herkunft waren.
Méndez hatte entscheidenden Anteil am Widerstand gegen die spanischen Royalisten in Alto-Peru. Er wurde am 30. April 1849 wenige Kilometer südlich von San Lorenzo beim Kampf gegen die Truppen von Coronel Rosendi verletzt und starb einige Tage später in Tarija.